# Stradbally
Stradbally (en gaèlic irlandès An Sráidbhaile que vol dir «el carrer de la vila») és una vila d'Irlanda, al comtat de Laois, a la província de Leinster. Es troba a les terres mitjanes d'Irlanda a 12 kilòmetres de Port Laoise, a la que enllaça amb la carretrea N80. És coneguda per les seves curses d'automòbils al Curragh, pel Steam Rally i l'Electric Picnic.

## Demografia
Entre 2002 i 2006 la població de Stradbally es va reduir lleugerament:
- 2002 ... 1.634
- 2006 ... 1.554 ... -4,2%
- 2011 ... 1.626 ... +4,6%

## Història
La història de Stradbally es remunta al segle VI quan es va establir un monestir a Oughaval, prop de la vila i en l'actual parròquia. Més tard Stradbally es va desenvolupar sota la influència de la família Cosby, propietaris de Stradbally Hall situada a l'oest del carrer principal, a finals del segle xvii.

## Personatges
- Cecil Day-Lewis, Poeta Llorejat del Regne Unit i pare de l'actor Daniel Day-Lewis
- Walter Shanly polític canadenc
- Kevin O'Higgins era de Stradbally
- Colm Begley, polític australià i jugador de futbol gaèlic